# Retiniphyllum speciosum
Retiniphyllum speciosum là một loài thực vật có hoa trong họ Thiến thảo. Loài này được (Spruce ex Benth.) Müll.Arg. miêu tả khoa học đầu tiên năm 1881.